# Hugo St-Onge Paquin
Pour les articles homonymes, voir St-Onge.
 (mars 2013).
Si vous disposez d'ouvrages ou d'articles de référence ou si vous connaissez des sites web de qualité traitant du thème abordé ici, merci de compléter l'article en donnant les références utiles à sa vérifiabilité et en les liant à la section « Notes et références ».
Hugo St-Onge Paquin est un acteur québécois né à Montréal en 2000.

## Biographie
Il fait ses débuts devant la caméra à l'âge de 7 ans dans Maman est chez le coiffeur de Léa Pool, dans lequel il incarne Benoît. Il poursuit ensuite sa carrière dans la série Le Gentleman saisons 1 et 2) sous la réalisation de Louis Choquette. Vient ensuite Y'en aura pas d'facile de Marc-André Lavoie.
Hugo a aussi joué le rôle de Léo dans la série pour enfants Kaboum diffusée sur Télé-Québec.

## Filmographie
- 2008 : Maman est chez le coiffeur : Benoît
- 2008 : Le Gentleman (saison 1) : Xavier
- 2009 : Pour toujours, les Canadiens! : Gabriel
- 2009 : Kaboum : Léo
- 2010 : Y'en aura pas de facile : Samuel
- 2010-2012 : Kaboum : Léo
- 2011 : Le Gentleman (saison 2) : Xavier